# Дамдингийн Цогтбаатар
Дамдингийн Цогтбаатар − монгольский политик, министр иностранных дел Монголии (2017—2020).

## Биография
Родился 4 января 1970 года. В 1988 году окончил советскую среднюю школу в Улан-Баторе. В 1988 году поступил в МГИМО. В 1994—1998 годах работал в Департаменте Азии и Африки МИД Монголии.
В 1998 году получил диплом факультета права Австралийского национального университета, стал магистром юридических исследований (международное право) с отличием. В 1998—1999 годах преподавал по совместительству на факультете международных отношений Монгольского государственного университета.
В 1998—2000 годах работал в Департаменте внешней торговли и сотрудничества МИД Монголии. В 2000—2002 годах был заместителем директора Департамента многостороннего сотрудничества Министерства иностранных дел Монголии.

В 2002—2008 годах был советником президентов Монголии Н. Багабанди и Н. Энхбаяра по внешней политике. С 2008 по 2011 год являлся статс-секретарём Министерства иностранных дел Монголии, в 2011—2012 годах — советником премьер-министра Монголии. В 2012 году был назначен министром окружающей среды и туризма Монголии.
В 2012 году избран секретарём Монгольской народной партии. В 2012—2014 годы работал генеральным директором ООО «Ксиллион», советником ООО «ЮСЦ Консалтинг».
С 2014 по 2015 год — министр строительства и городского развития Монголии. В 2016 году избран в Великий государственный хурал (ВГХ) Монголии, где стал председателем парламентского подкомитета по правам человека.
С 2017 по 2019 год — министр иностранных дел Монголии. С 2020 года избрался в депутаты Великого государственного хурала Монголии от столичного района Сухэ-Батор.
Свободно владеет русским, английским и кхмерскими языками.

## Семья
Цогтбаатар женат, имеет двоих детей.

## Награды
- Орден Дружбы (21 февраля 2022 года, Россия) — за заслуги в развитии всеобъемлющего стратегического партнёрства между Российской Федерацией и Монголией[1].